# Kémobé Djirmassal
Kémobé Djirmassal (* 26. Februar 1954) ist ein ehemaliger tschadischer Leichtathlet. Er war spezialisiert auf den Weitsprung.

## Erfolge
Djirmassal trat bei den Olympischen Sommerspielen 1984 in Los Angeles im Weitsprung an. Er sprang 7,37 m und kam damit auf Rang 17 in seiner Gruppe. Davor war er 1976, 1978 und 1981 bei den Zentralafrika-Meisterschaften angetreten.